# Dasycyptus
Dasycyptus Simon, 1902 è un genere di ragni appartenente alla famiglia Salticidae.

## Distribuzione
Le due specie oggi note di questo genere sono state rinvenute in alcune nazioni dell'Africa centrale, precisamente in Congo, Costa d'Avorio e Gabon.

## Tassonomia
A dicembre 2010, si compone di due specie:
- Dasycyptus dimus Simon, 1902[2] — Gabon, Congo
- Dasycyptus dubius Berland & Millot, 1941 — Costa d'Avorio